# Quận Carteret, North Carolina
Quận Carteret là một quận trong bang Bắc Carolina. Tại thời điểm năm 2000, quận có dân số 59.383 người. Quận lỵ đóng ở Beaufort.6 Phần lớn quận thuộc Crystal Coast.

## Địa lý
Theo Cục điều tra dân số Hoa Kỳ, quận có tổng diện tích 1,341 dặm Anh vuông (3.472 km²), trong đó, 520 dặm Anh vuông (1.346 km²) là diện tích đất và 821 dặm Anh vuông (2.126 km²) trong tổng diện tích (61,22%) là diện tích mặt nước.

### Các quận giáp ranh
- Quận Craven và Quận Pamlico (bắc)
- Quận Onslow (tây tây nam)
- Quận Jones (tây-tây bắc)

### Các khu bảo tồn quốc gia
- Cape Lookout National Seashore
- Cedar Island National Wildlife Refuge
- Rừng quốc gia Croatan (một phần)

## Thông tin nhân khẩu
Theo cuộc điều tra dân số2 tiến hành năm 2000, quận này có dân số 59.383 người, 25.204 hộ, và 17.365 gia đình sinh sống trong quận này. Mật độ dân số là 114 người trên mỗi dặm Anh vuông (44/km²). Đã có 40,947 đơn vị nhà ở với một mật độ bình quân là 79 trên mỗi dặm Anh vuông (30/km²).  Cơ cấu chủng tộc của dân cư sinh sống tại quận này gồm 90,28% người da trắng, 6,99% người da đen hoặc người Mỹ gốc Phi, 0,54% người gốc châu Á, 0,43% người thổ dân châu Mỹ, 0,06% người các đảo Thái Bình Dương, 0,60% từ các chủng tộc khác, và 1,09% từ hai hay nhiều chủng tộc.  1,74% dân số là người Hispanic hoặc người Latin thuộc bất cứ chủng tộc nào.
Có 25,204 hộ trong đó có 26,50% có con cái dưới tuổi 18 sống chung với họ, 56,00% là những cặp kết hôn sinh sống với nhau, 9,60% có một chủ hộ là nữ không có chồng sống cùng, và 31,10% là không gia đình. 26,10% trong tất cả các hộ gồm các cá nhân và 10,10% có người sinh sống một mình và có độ tuổi 65 tuổi hay già hơn.  Quy mô trung bình của hộ là 2,31 còn quy mô trung bình của gia đình là 2,76,
Phân bố độ tuổi của cư dân sinh sống trong huyện là 20,70% dưới độ tuổi 18, 6,40% từ 18 đến 24, 27,20% từ 25 đến 44, 28,40% từ 45 đến 64, và 17,20% người có độ tuổi 65 tuổi hay già hơn.  Độ tuổi trung bình là 42 tuổi. Cứ mỗi 100 nữ giới thì có 96,50 nam giới. Cứ mỗi 100 nữ giới có độ tuổi 18 và lớn hơn thì, có 94,10 nam giới.
Thu nhập bình quân của một hộ ở quận này là $38.344, và thu nhập bình quân của một gia đình ở quận này là $45.499, Nam giới có thu nhập bình quân $31.365 so với mức thu nhập $22.126 đối với nữ giới. Thu nhập bình quân đầu người của quận là $21.260, Khoảng 8,00% gia đình và 10,70% dân số sống dưới ngưỡng nghèo, bao gồm 15,40% những người có độ tuổi 18 và 9,40% là những người 65 tuổi hoặc già hơn.